# Slieve Croob
Slieve Croob (de l'irlandais Sliabh Crúibe, « montagne du sabot ») est une montagne d'une altitude de 534 mètres située au centre du comté de Down, en Irlande du Nord. Elle constitue le cœur d'une zone montagneuse, les Dromara Hills, au nord des montagnes de Mourne. Elle est désignée comme une Area of Outstanding Natural Beauty et abrite la source de la rivière Lagan. Une petite route mène au sommet, où se trouvent un ancien cairn funéraire et plusieurs stations émettrices avec des pylônes radio. Le sommet offre une vue imprenable sur tout le comté de Down et plus loin encore. Les Dromara Hills comprennent également Slievenisky, Cratlieve, Slievegarran et Slievenaboley.
Slieve Croob est peut-être la montagne nommée Brí Erigi ou Brí Airige dans les écrits médiévaux. Le cairn qui se trouve à son sommet est considéré comme le vestige d'un ancien tumulus, peut-être un dolmen comme celui de Slieve Gullion (en). Au XIXe siècle, il a été mesuré à 70 m de circonférence et 16 m de « hauteur conique », avec quarante-deux « pierres de pilier » ou pierres de bordure sur sa périphérie. Le cairn devait avoir une forme bien définie lors de sa construction. Pourtant, au fil du temps, il a glissé et a été endommagé par les visiteurs. Le folklore irlandais veut que cela porte malheur d'endommager de tels cairns,. Certaines de ses pierres ont été empilées pour former de plus petits cairns, ce qui a valu au sommet le surnom de « The Twelve Cairns » (« les douze cairns »). Traditionnellement, les gens se rassemblaient au sommet à Lughnasad pour ajouter une pierre à l'un des cairns. Ils cueillaient des myrtilles, jouaient de la musique folklorique, dansaient et pratiquaient des jeux.
Les habitants de la région continuent à gravir la montagne le premier dimanche d'août (appelé « dimanche du cairn » ou « dimanche du bleuet »), et à porter une pierre en haut de la montagne pour aider à enterrer les douze rois, dont on dit qu'ils sont enterrés au sommet.
Le dolmen de Legananny (en) se trouve sur les pentes sud de Slieve Croob, près du village de Leitrim (en).

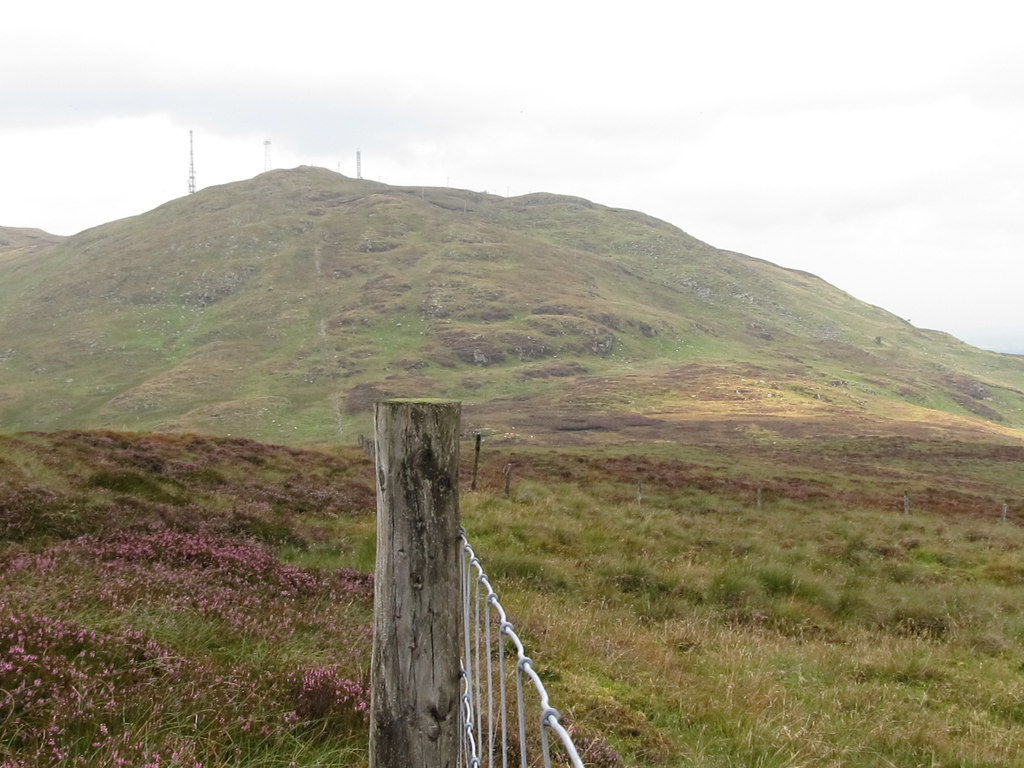
Vue de Slieve Croob depuis Slievenisky.
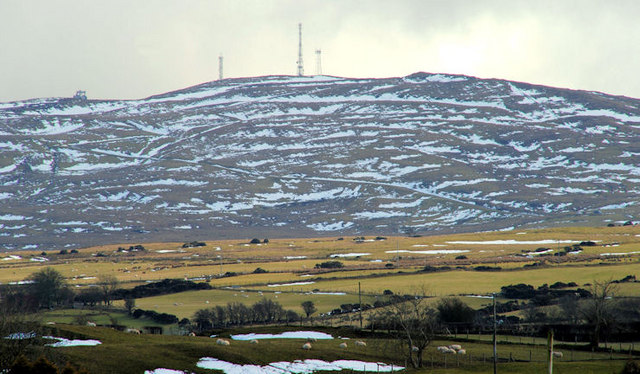
Vue de Slieve Croob partiellement enneigé depuis l'ouest.
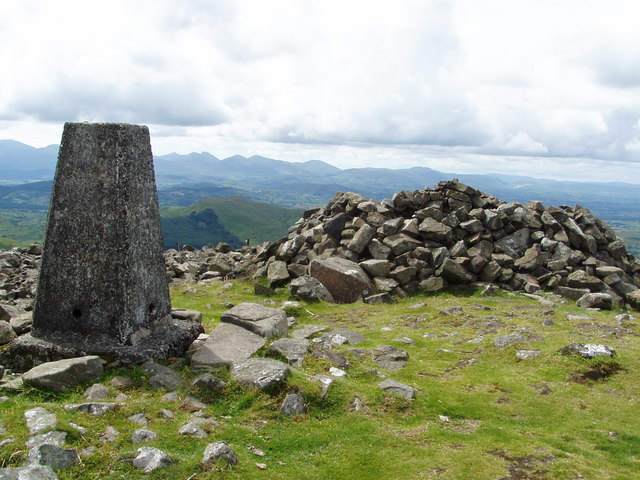
Vue depuis le sommet vers les Mournes.
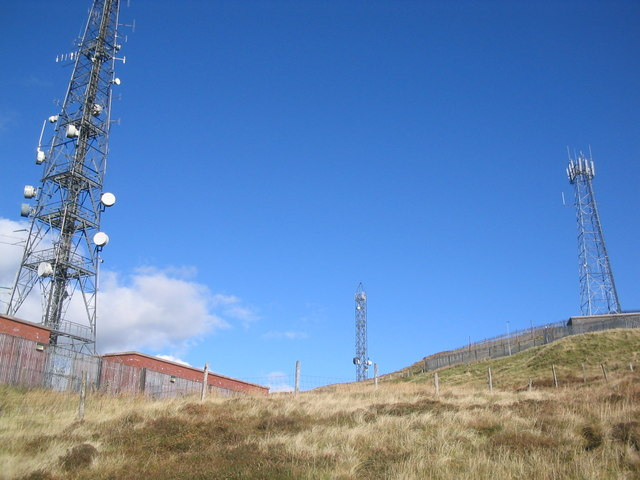
Tours de communication sur Slieve Croob.